# Samora Correia
Samora Correia is een plaats (freguesia) in de Portugese gemeente Benavente en telt 12 826 inwoners (2001).